# بيرسي هوبسون
بيرسي هوبسون (بالإنجليزية: Percy Hobson)‏ هو واثب عالي أسترالي، ولد في 5 نوفمبر 1942 في بورك ‏ في أستراليا.

## روابط خارجية
- بيرسي هوبسون على موقع النتائج التاريخية لألعاب القوى الأسترالية (الإنجليزية)